# NGC 4478
NGC 4478 is een elliptisch sterrenstelsel in het sterrenbeeld Maagd. Het hemelobject werd op 12 april 1784 ontdekt door de Duits-Britse astronoom William Herschel.

## Synoniemen
- UGC 7645
- MCG 2-32-99
- ZWG 70.133
- VCC 1279
- PGC 41297